# Ko Samet
Ko Samet (Thai: เกาะ เสม็ด), is een van de aan de oostkust van Thailand gelegen eilanden. Het is gelegen in de Golf van Thailand bij de kust van de Thaise provincie Rayong, ongeveer 220 kilometer ten zuidoosten van Bangkok. Ko Samet is onderdeel van het subdistrict Phe van Amphoe Mueang Rayong (Thai: เมือง ระยอง, het hoofddistrict van Amphoe Mueang). Ko Samet is het grootste en meest westelijke eiland van een groep eilanden die niet ver van de kust liggen.
Het eiland ontleent zijn naam aan de Melameuca, een boom uit de Mirtefamilie, die te vinden is over het hele eiland. Het Thaise woord voor deze boom is Samet (ต้น เสม็ด ขาว). In het verleden werd dit eiland ook aangeduid met de informele naam, Ko Kaeo Phitsadan (Thai: เกาะ แก้ว พิสดาร), oftewel het "Magische Kristallen Eiland".